# Llico (Arauco)
Llico (del mapudungún: Lli ko ‘agua de salida o desaguadero’) es una caleta de pescadores ubicada a 32 km de la ciudad de Arauco, en la región del Biobío, en la zona centro-sur de Chile. Su población actual es de aproximadamente 600 habitantes.

## Características
Es una caleta de pescadores, inserta junto a otras localidades costeras de la comuna de Arauco, como Tubul y Punta Lavapie, en el golfo de Arauco. En la caleta existen algunos restaurantes principalmente de pescados y mariscos.

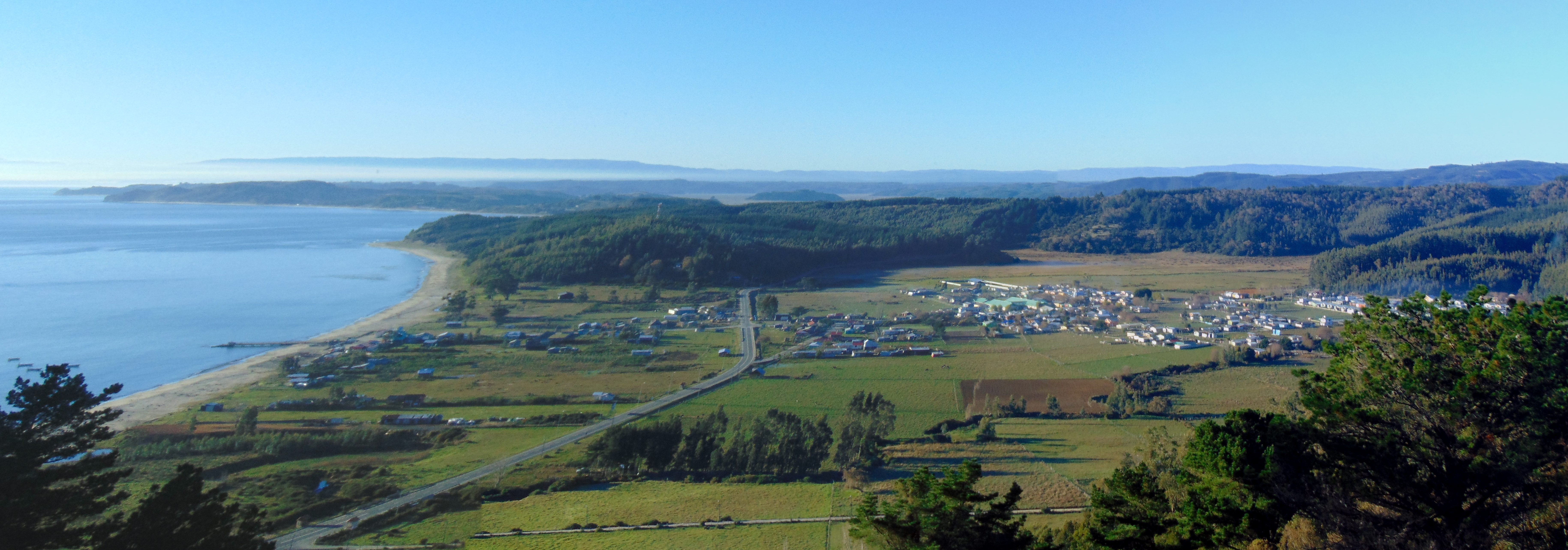
Llico desde el este (camino a Punta Lavapie)

## Instituciones
Llico posee un liceo público en que los estudiantes pueden cursar la enseñanza básica y media. Además, en dicho establecimiento, los jóvenes pueden estudiar la especialidad de técnico acuícola. A su vez en la localidad existe una posta de atención de salud, y un jardín infantil dependiente de la Fundación Integra. Hay una alcaldía de mar.

## Organizaciones
En la localidad existe una junta de vecinos, un sindicato de pescadores, un sindicato de recolectoras de algas, un club de adulto mayor, así como una capilla católica y unas cuantas iglesias evangélicas.
Existe un Centro Cultural y una Biblioteca Popular Lafquenche en esta caleta, con más de once años de labor social en la zona.[cita requerida]

## Transporte
La caleta en materia de transporte público solo es conectada con el centro de Arauco y la ciudad de Concepción por la empresa Los Alces.

## Historia
La historia de la caleta se remonta al siglo XVIII cuando fue fundada como un poblado mapuche, bajo el nombre de San Blas de Llico, teniendo a través de su historia un permanente vínculo con la actividad agrícola y pesquera artesanal. 
En mayo de 1960, la localidad fue afectada por un tsunami, ocasionado por un terremoto, el que destruyó prácticamente la totalidad del pueblo. Este fenómeno, lamentablemente, 50 años después, se repitió el 27 de febrero de 2010, en que se produjo en la zona centro sur de Chile un terremoto de magnitud 8,8 en la escala de Richter, dañando esta vez aproximadamente al 50% de la localidad. Afortunadamente en ambas ocasiones los habitantes de Llico, tras los respectivos terremotos, se refugiaron en los cerros cercanos, evitando mayores decesos, registrándose en febrero de 2010, únicamente el fallecimiento de un adulto mayor.

## Economía local
Llico siempre ha mantenido una vocación agrícola y pesquero artesanal, sin embargo, en las últimas 3 décadas, se ha producido un notorio avance de las plantaciones forestales, por parte de particulares y de grandes empresas, de bosques de eucaliptus y pino, los que han cambiado drásticamente el paisaje, así como el uso de la tierra, al disminuir los terrenos disponibles para las tradicionales actividades agrícolas. 
Desde la década del 70 y hasta ahora, se ha dado en toda la zona, un alto nivel de explotación de los recursos marinos, especialmente mariscos tales como erizos, locos, machuelos, diquives, llegando a niveles preocupantes, por el bajo nivel de conservación de los recursos marinos. Lo anterior, sumado a la sobreexplotación, a su vez, de diversas especies de peces, por parte de la flota industrial y artesanal, han producido graves problemas para los pescadores artesanales de diversas caletas como Llico. Esto ha venido a solucionarse, en una pequeña parte, con la aparición de las denominadas «áreas de manejo», consistentes en sectores del mar que han sido asignados a distintos grupos de pescadores,-sindicatos, por ejemplo- quienes los administran y explotan de manera racional; y por la aparición de recientes cultivos marinos de algunos mariscos, especialmente moluscos bivalvos, como ostras, cholgas y choritos.
Muy recientemente y facilitado, en gran parte, por el asfaltado de la carretera que une Arauco con Llico (inicio de los años 90) se ha generado una creciente aparición de iniciativas de carácter turístico, como lo son restaurantes y algunas cabañas de arriendo. 
Son la acuicultura junto al turismo las actividades que se perfilan como claros ejes del crecimiento futuro de esta localidad, de alma resiliente, que gracias a los aportes voluntarios de privados, del municipio local, y febles intentos del gobierno central, busca ponerse de pie, frente al embate de la naturaleza y proveer de nuevas oportunidades para sus habitantes.
La segunda iniciativa, la sala de proceso de productos marinos, instalada en el Liceo Técnico Marino Filidor Gaete, recibirá un importante aporte de recursos que permitirá comprar parte del equipamiento, que será empleado con fines educativos para los jóvenes y niños que estudian en el citado establecimiento. Esta instancia, viene a complementar los cultivos marinos que el colegio pudo reponer tras las pérdidas ocasionadas por el tsunami, con el aporte, entre otros,  de varias organizaciones, de Desafío Levantemos Chile, la  Municipalidad de Arauco y del propio Rotary Club Concepción.
Junto al aporte del Club de Chilenos residentes en Dallas, quienes financiaron en su mayor parte el proyecto, se contó con el aporte del Banco BCI, quienes a través de la Fundación Desafío Levantemos Chile han entregado en comodato el container comercial que servirá para el funcionamiento del mencionado Proyecto.